# ビスカロッス
ビスカロッス （Biscarrosse）は、フランス、ヌーヴェル＝アキテーヌ地域圏、ランド県のコミューン。

## 地理

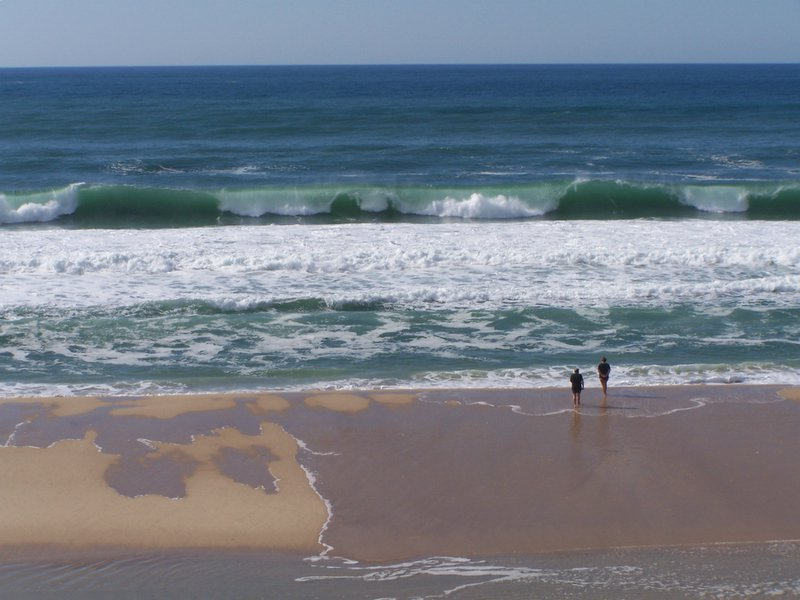
海岸

ビスカロッスは、カゾー湖とパランティ湖の間にある。ビスカロッスの町は3つの地区に分かれている。湖の間にあるビスカロッス＝ブール、大西洋に面した海水浴場のあるビスカロッス＝プラージュ、カゾー＝サンギヌ湖周辺のビスカロッス＝ラック地区である。
アキテーヌ地域圏沿岸のビスカロッスは県第3位の人口を持つ。また面積は県最大である。

## 歴史
ビスカロッスとは、バスク語のbiskar（後ろ、丘を意味する）から派生した。
農業と林業と向かってきた小さな村の歴史は、飛行機によって特殊性を帯びた。1930年からラテコエール社の水上機基地がビスカロッスに設けられたのである。航空輸送を行っていたアエロポスタル社、特にエール・フランスは、パランティ＝ビスカロッスの湖から飛び立っていった。この湖はラテコエール湖の名でも知られていた。
大西洋上での水上機の需要が減り、ビスカロッスの航空基地は閉鎖された。

## 経済
かつてはランドの森に植林されたマツの切り出しが主産業だったが、現在は夏の観光業や商業が主体である。大西洋岸はサーフィンや乗馬が行われている。
フランス国防省管轄のミサイル・テスト基地が、ビスカロッスとミミザンの間の大西洋岸にある。

## 姉妹都市
- ポンバル、ポルトガル
- フォルヒハイム、ドイツ